# Parafia Najświętszej Maryi Panny z Góry Karmel w Żukojniach Żeladzkich
Parafia Najświętszej Maryi Panny z Góry Karmel w Żukojniach Żeladzkich – rzymskokatolicka parafia znajdująca się w diecezji grodzieńskiej, w dekanacie Ostrowiec, na Białorusi.

## Historia
W XVI w. Wojciech Chludziński ufundował drewniany kościół w Żeladzi dla karmelitów. W XIX w. parafia należała do dekanatu Świr diecezji wileńskiej. W 1864 w ramach represji popowstaniowych władze rosyjskie skasowały parafię, a kościół zamieniły na cerkiew prawosławną. Wiernych przyłączono wówczas do parafii św. Joachima w Kluszczanach.
Na początku XX w. cerkiew spłonęła. W latach 1910–1912 wzniesiono w jej miejscu murowaną świątynię. W 1921, po odzyskaniu przez Polskę niepodległości, świątynia została przekazana katolikom i w kolejnych latach rozbudowana. W II Rzeczypospolitej parafia należała do dekanatu Świr archidiecezji wileńskiej.
Po II wojnie światowej Żeladź znalazła się w Związku Sowieckim. W 1947 komuniści zamknęli kościół. Został on zwrócony w 1990 i następnie odrestaurowany. Od 1991 parafia znajduje się w diecezji grodzieńskiej.

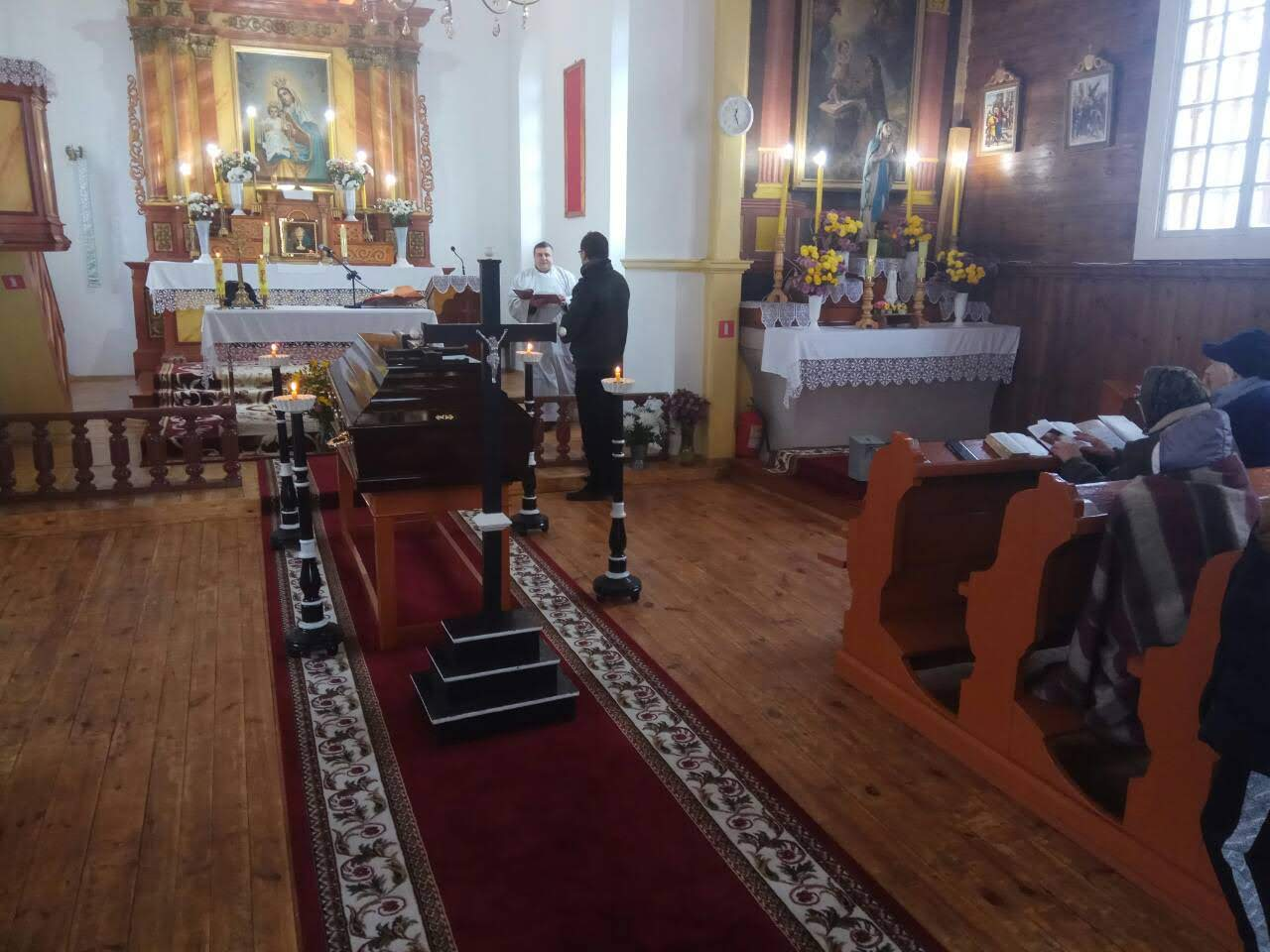
wnętrze kościoła
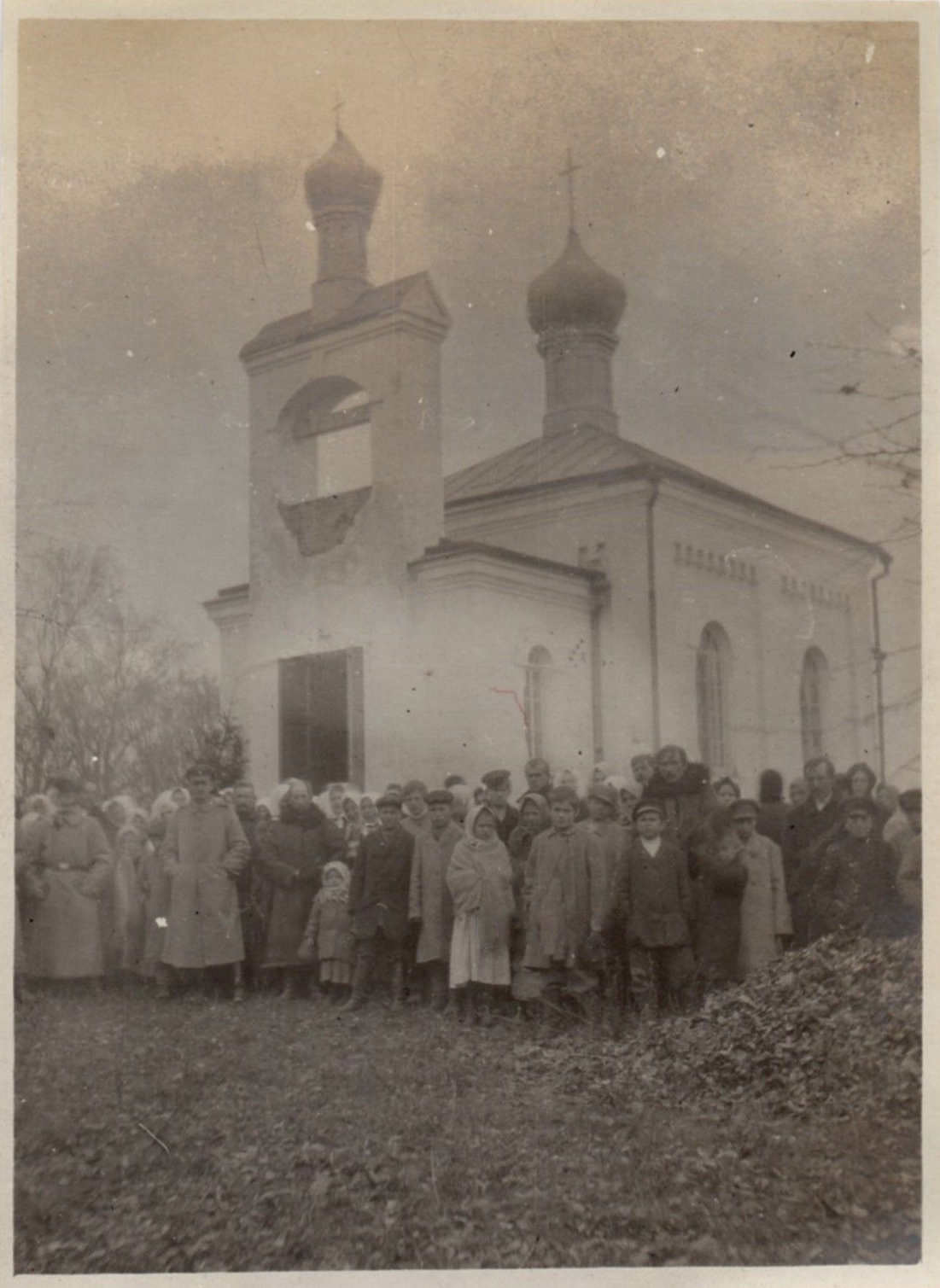
świątynia  podczas I wojny światowej